# Лузан, Александр Григорьевич
Александр Григорьевич Лузан (6 июля 1937 — 1 сентября 2021) — российский военный инженер, генерал-лейтенант, лауреат Государственной премии СССР, доктор технических наук.

## Биография
Служил в Вооружённых силах 36 лет. Участвовал в событиях в Афганистане, за выполнение спецзадания награждён орденом Красной Звезды.
С 1982 по 1992 год — заместитель командующего войсками ПВО Сухопутных войск по вооружению — главный инженер войск ПВО Сухопутных войск.
Председатель государственной комиссии по совместным испытаниям ЗРС С-300ВМ.
Доктор технических наук.
Лауреат Государственной премии СССР (разработка автоматизированной системы управления боевыми действиями зенитной ракетной бригады, вооруженной ЗРС С-300В или ЗРК «Бук» (шифр «Поляна-Д4», индекс 9С52).
С 1992 года в отставке по возрасту. Работал советником генерального директора «Рособоронэкспорта». Писал статьи по военной тематике для газет «Военно-промышленный курьер» и «Независимое военное обозрение».
Скончался 1 сентября 2021 года.